# Ci-devant

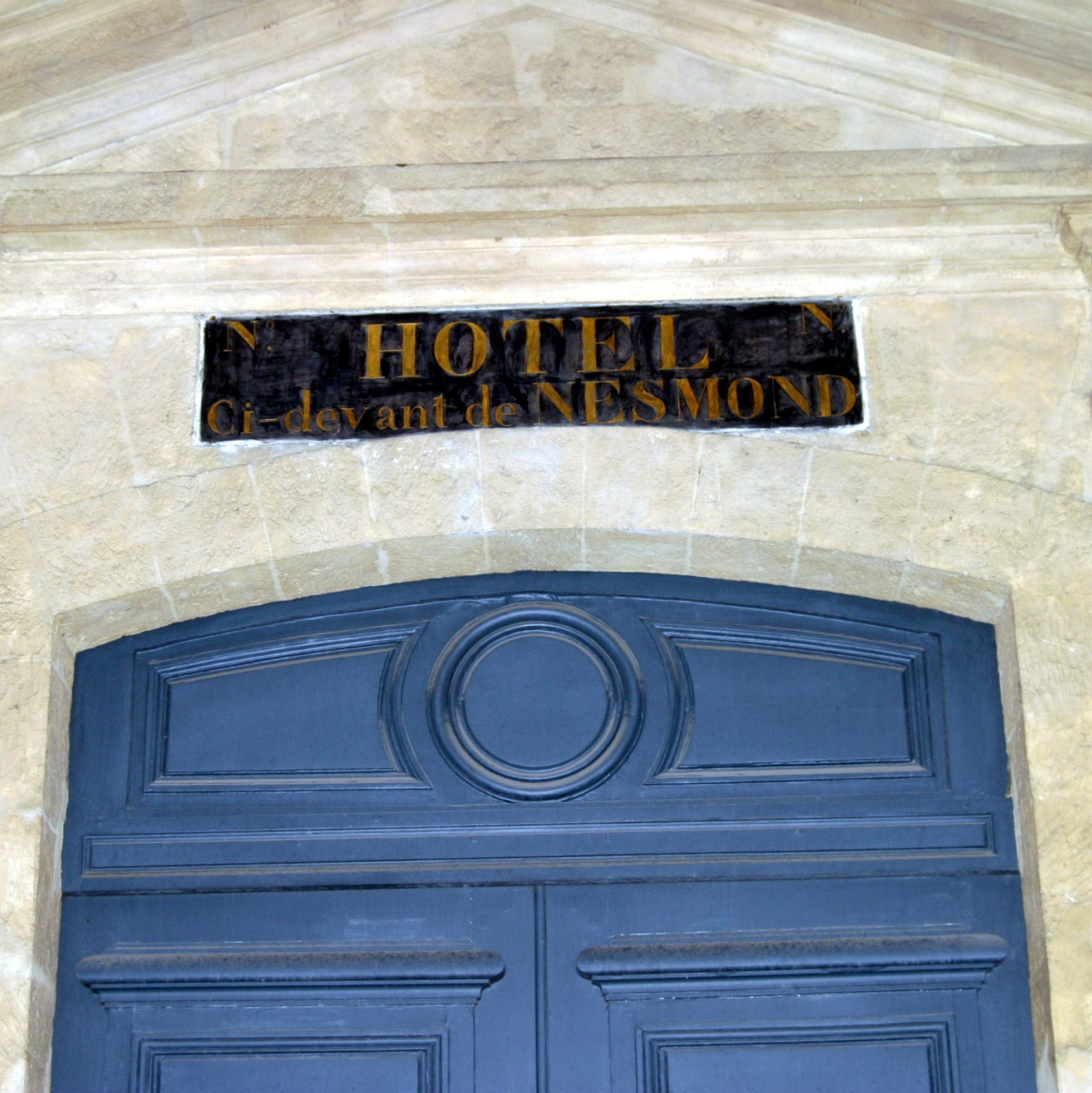
« Hôtel ci-devant de Nesmond ».

Ci-devant signifie « avant, auparavant ». Cette expression, attestée bien avant la période révolutionnaire, a cependant pris un sens nouveau à cette époque.
L'expression ci-devant est utilisée pendant la Révolution française pour désigner un lieu, une personne, un régiment ayant auparavant bénéficié d'un privilège ou d'une marque liés à l'Ancien Régime ou à la religion.

Par extension, l'expression populaire a désigné ensuite sous le nom de ci-devant l'ancienne noblesse : 

« Le guichetier a refermé la porte de la maison d'arrêt sur la ci-devant comtesse Fanny d'Avenay »

— Anatole France, Anecdote de floréal, an II, dans « l'Étui de nacre »
Durant la Révolution française, on utilise cette expression notamment pour désigner un lieu, ou un régiment qui a changé de nom à la suite de l'abolition des privilèges et aux renommages révolutionnaires.
Aujourd'hui, l'expression ci-devant reste utilisée par les historiens pour désigner une personnalité dépouillée de son titre ou de sa fonction d'Ancien Régime par la Révolution 

Exemple : 

« Louis Capet, ci-devant roi de France »

 pour désigner Louis XVI après sa destitution.